# 里戈韦塔·门楚
里戈韦塔·门楚·图姆（西班牙語：Rigoberta Menchú Tum；西班牙語發音：[riɣoˈβerta menˈtʃu]，1959年1月9日—）是一位危地马拉土著女性，属基切族。门楚一直致力于宣传危地马拉内战期间（1960-1996年）期间和之后危地马拉土著的困境，并促进国内土著的权利。她的父母、弟弟均在1979-1980年間遭瓜地馬拉軍方殺死。
她获得了1992年诺贝尔和平奖和1998年阿斯图里亚斯亲王奖。她曾写了自传性作品《跨越国界》，并是《我，里戈韦塔·门楚》（1983）的主题。
门楚是联合国教科文组织的亲善大使。她还是土著政党温纳克政治运动的领导人，并在2007年和2011年竞选危地马拉总统。
里戈韦塔·门楚也是希拉克基金会荣誉委员会成员，基金会成立于2008年，是法国前总统雅克·希拉克为促进世界的和平发起的。

## 政治生涯
2007年2月12日，门楚宣布，她将加入危地马拉土著政党Encuentro por Guatemala，参加2007年的总统选举。如果她当选，她将成为拉美的第四位土著总统。前三位是墨西哥的贝尼托·胡亚雷斯，秘鲁的亞歷杭德羅·托萊多和玻利维亚的埃沃·莫拉莱斯。 
在选举中，门楚在第一轮被淘汰，只得到3％的选票。大选结束后，里戈韦塔·门楚在电视上给所有危地马拉人发出和平的讯息。
2009年，她创建的温纳克政治运动注册为政党。 
门楚作为2011年总统大选的候选人，在第一轮被淘汰。